# Gare d'Elma
La  gare d'Elma à Whitemouth est desservie par Le Canadien de Via Rail Canada. La gare consiste en un abri chauffé sans personnel.